# Sonja Silva
Pour les articles homonymes, voir Silva.
Sonja Silva, née le 1er février 1977 à Rotterdam,,, est une actrice, présentatrice et mannequin néerlandaise.

## Filmographie

### Cinéma et téléfilms
- 1994 : Onderweg naar Morgen : Hester Lefebre
- 2004 : Costa! (nl) : Marloeke
- 2004 : De Erfenis (nl) : Jo Zandbergen
- 2006-2007 : Lotte : Marianne Santos
- 2017 : The Passion (nl) : Discipel
- 2017 : Penoza (nl) : Amanda Fabricio
- 2017 : Into the waves : Sonja

### Animation
- 1999 : Zak sur Fox 8 (nl) : Présentatrice
- 1999-2001 : USA Charts, Factory Charts, Dag Top 5 sur TMF : Présentatrice
- 2000-2001 : SonjaSilva.com sur TMF : Présentatrice
- 2001-2002 : Yorin Travel (nl) sur Yorin (nl) : Présentatrice
- 2001-2003 : omroepster sur Yorin (nl) : Présentatrice
- 2002 : Wannahaves sur Yorin (nl) : Présentatrice
- Depuis 2017 : Van passie naar droombaan (nl) sur RTL 4 : Présentatrice